# Chaetoduvalius
Chaetoduvalius is een geslacht van kevers uit de familie van de loopkevers (Carabidae). De wetenschappelijke naam van het geslacht is voor het eerst geldig gepubliceerd in 1928 door Jeannel.

## Soorten
Het geslacht Chaetoduvalius is monotypisch en omvat slechts de volgende soort:
- Chaetoduvalius soetosas Krinsch, 1913